# International Press Academy
A International Press Academy (IPA) é uma das maiores organizações de mídia do mundo, reunindo profissionais nas áreas de jornalismo, cinema, televisão, rádio, cabo e os mais recentes mídia.
Esta academia foi fundada em 1996 por Mirjana Van Blaricom, antiga presidente da Associação de Correspondentes Estrangeiros de Hollywood que entrega os prémios Globos de Ouro. Qualquer jornalista profissional inscrito na Motion Picture Association of America (MPAA) pode tornar-se membro desta academia.
Desde 1996, esta academia atribui anualmente os Satellite Awards (anteriormente designados por Golden Satellite Awards), premiando os melhores profissionais em cinema, televisão e novos mídia.